# Aristolochiaceae
Familia Aristolochiaceae cuprinde plante erbacee sau lemnoase. 
În Sistemul Cronquist, familia Aristolochiaceae este inclusă în ordinul Aristolochiales. În sistemul de clasificare APG III ordinul Aristolochiales nu există, familia Aristolochiaceae fiind plasată în ordinul Piperales.

## Caracteristici
- Frunzele acestei familii sunt alterne, simple, cu baza cordiformă sau reniformă, lipsite de stipele.
- Florile sunt hermafrodite cu perigon petaloid. Androceul este format din 6 stamine (sau multiplu de 6), concrescute cu gineceul, alcătuind un gymnostemium. Gineceul este sincarp, cu poziție inferioară.
- Fructele sunt bace sau capsule.

## Specii din România
Flora României conține 5 specii ce aparțin la 2 genuri:
- Aristolochia
  - Aristolochia clematitis – Mărul lupului, Cucurbețică
  - Aristolochia durior
  - Aristolochia lutea
  - Aristolochia pallida
- Asarum
  - Asarum europaeum – Piperul lupului, Pochivnic

## Specii din Republica Moldova
Flora Republicii Moldova conține 3 specii ce aparțin la 2 genuri:
- Aristolochia
  - Aristolochia clematitis  L. – Cucurbețică
  - Aristolochia macrophylla  Lam. - Cucurbețică macrofilă, Cucurbețică cu frunza mare
- Asarum
  - Asarum europaeum  L. - Pochivnic european

## Genuri
- Aristolochia
- Asarum